# RPG eletrônico de ação
RPG eletrônico de ação (ou simplesmente ARPG; em inglês: action RPG) é um subgênero de jogos eletrônicos que incorpora elementos de jogos de ação e de RPGs eletrônicos. O subgênero é definido por um combate onde o jogador tem controle direto dos personagens, ao invés controlá-lo através de menus. Variedades do subgênero podem incluir elementos de dungeon crawlers, como Demon's Souls, de jogos de quebra-cabeça, como Illusion of Gaia, de hack and slash, como Kingdom Hearts, ou de tiro, como Borderlands, entre outros.

## Escolhas e consequências
Apesar de muitos RPGs de ação focarem-se na ação enquanto se explora um mundo (às vezes, mundo aberto) e em melhorar as habilidades dos personagens, alguns títulos não lineares contêm eventos ou árvores de diálogo com consequências no mundo do jogo ou no enredo. O conceito de consequências morais e tendências pode ser visto em RPGs de ação antigos. Alguns exemplos são Xanadu: Dragon Slayer II (1985), com seu sistema de medidor de carma que muda de acordo com as ações do personagem e afeta as reações dos personagens não jogáveis, e Hydlide II: Shine of Darkness (1985), onde o jogador pode se alinhar a Justiça, Normal ou Mal, dependendo de quem mata, levando habitantes das cidades a ignorarem o jogador se ele estiver alinhado com o Mal. Cosmic Soldier: Psychic War, de 1987, apresentou um sistema de conversas não linear, onde o jogador pode recrutar aliados falando com eles, escolher matar ou poupar um inimigo e engajar inimigos numa conversa, tal como em Digital Devil Story: Megami Tensei (1987). Um dos primeiros RPGs de ação a contar com múltiplos finais foi Castlevania II: Simon's Quest (1987), da Konami, que introduziu um ciclo dia-noite que afeta quando certos personagens não jogáveis aparecem em certos lugares e oferece três finais possíveis, dependendo do tempo que o jogador leva para completar o jogo. Em 1988, Ys II: Ancient Ys Vanished – The Final Chapter introduziu a habilidade única de se transformar em um monstro, o que permite ao jogador assustar personagens humanos e interagir com monstros.

## Variações

### Dungeon crawlerem primeira pessoa

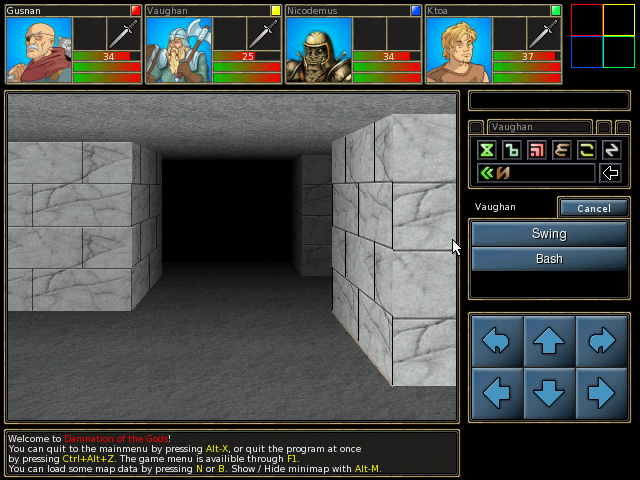
Damnation of Gods, um dungeon crawler em primeira pessoa e clone de Dungeon Master

No final de 1987, a FTL Games lançou Dungeon Master, um dungeon crawler que tinha um mundo de jogo em tempo real e alguns elementos de combate em tempo real, exigindo que os jogadores dessem ordens rapidamente aos personagens, estabelecendo o padrão para RPGs de computador em primeira pessoa por vários anos.:234–236
Ultima Underworld: The Stygian Abyss, lançado em 1992, foi citado como o primeiro RPG a apresentar ação em primeira pessoa em um ambiente tridimensional. Ultima Underworld é considerado o primeiro exemplo de um simulador imersivo, um gênero que combina elementos de outros gêneros para criar um jogo com forte agência do jogador e jogabilidade emergente, e influenciou muitos jogos desde seu lançamento. O mecanismo foi reutilizado e aprimorado para a sequência de Ultima Underworld lançada em 1993, Ultima Underworld II: Labyrinth of Worlds. A Looking Glass Studios planejou criar um terceiro Ultima Underworld, mas a Origin rejeitou suas propostas. Depois que a Electronic Arts rejeitou a proposta da Arkane Studios para Ultima Underworld III, o estúdio criou um sucessor espiritual: Arx Fatalis. Toby Gard declarou que, quando estava desenvolvendo Tomb Raider, ele “era um grande fã de Ultima Underworld e queria misturar esse tipo de jogo com o tipo de personagens poligonais presentes em Virtua Fighter”. Ultima Underworld também foi a base para System Shock, jogo posterior da Looking Glass Technologies.

### Dungeon crawlercom visão isométrica
O título Times of Lore (1988), da Origin Systems, é um RPG de ação com uma interface de apontar e clicar baseada em ícones. Os desenvolvedores se inspiraram em títulos de console, especialmente The Legend of Zelda, para tornar sua interface mais acessível. O título Ultima VIII, de 1994, usava o cursor do mouse e tentava adicionar sequências de saltos de precisão que lembravam um jogo de plataforma da série Mario, embora as reações ao combate baseado no cursor tenham sido mistas. Em 1997, Diablo, da Blizzard, foi lançado e obteve enorme sucesso. Trata-se de um RPG de ação que usa uma interface de apontar e clicar orientada pelo cursor e oferece aos jogadores um serviço online gratuito para jogar com outros que mantêm as mesmas regras e jogabilidade.:43
Títulos recentes desta variação incluem Path of Exile (2013), Grim Dawn (2016), Book of Demons (2018), Wolcen: Lords of Mayhem (2020) e Minecraft Dungeons (2020).

### RPG eletrônico de tiro
RPGs de ação com jogabilidade de tiro incluem Strife (1996), System Shock 2 (1999), a série Deus Ex, Destiny (2014), Steambot Chronicles (2005), o RPG de tiro em terceira pessoa Dirge of Cerberus: Final Fantasy VII (2006), que introduziu uma perspectiva por cima do ombro semelhante a Resident Evil 4, e o jogo de combate veicular MMO Auto Assault (2006). Outros RPGs de tiro apresentam elementos de hack and slash, com o uso de armas de fogo (ou, em alguns casos, arco e flecha ou combate aéreo) e armas brancas, incluindo a série baseada em voo Drakengard, da Cavia, e Rogue Galaxy (2005), da Level-5.

### Soulslike
Jogos soulslike têm um alto nível de dificuldade em que a morte repetida do personagem do jogador é esperada e incorporada como parte da jogabilidade, com os jogadores geralmente mantendo parte de seu progresso desde o último checkpoint (itens coletados, chefes derrotados) e outras perdas (como experiência ou moeda) sendo potencialmente recuperáveis. Em geral, há meios de melhorar permanentemente as habilidades do personagem do jogador para que ele possa progredir ainda mais, muitas vezes por meio de um tipo de moeda que pode ser obtida e gasta, mas que pode ser perdida ou abandonada entre as mortes se não for gerenciada adequadamente, semelhante às almas da série Souls. A necessidade de repetidas jogadas pode ser vista como um tipo de autoaperfeiçoamento para o jogador, seja por meio do aprimoramento gradual do personagem ou do aprimoramento de suas próprias habilidades e estratégias dentro do jogo.
O gênero foi criado em Demon's Souls (2009), desenvolvido pela FromSoftware, seguido pelo sucessor espiritual Dark Souls e suas sequências diretas. Outros jogos da desenvolvedora que seguem os mesmos princípios de jogabilidade e são considerados soulslike incluem Bloodborne, Sekiro: Shadows Die Twice e Elden Ring. Outros jogos notáveis desta variação desenvolvidos por outros estúdios incluem Lords of the Fallen (2014), Titan Souls (2015), a série Nioh, Darksiders III (2018), a série Star Wars Jedi, Lies of P (2023) e Black Myth: Wukong (2024).

## Críticas
Jordane Thiboust, da Beenox, criticou o termo "RPG de ação", afirmando que ele não representa o que a experiência principal do jogo oferece ao jogador. Ele disse que "RPG de ação não é um subgênero de verdade", mas que "o marketing atual criou uma gíria para [...] 'RPGs que são legais para se jogar com um gamepad'", então quanto mais RPGs são anunciados como "RPGs de ação", mais essa classificação se torna inútil. Ele também apontou para o perigo de se criar falsas expectativas para o consumidor, já que um "RPG de ação" descreve principalmente o tipo de combate a se esperar em um jogo, mas não afirma nada sobre a experiência geral do jogo (narrativa, mundo aberto ou dungeon crawl) que ele tem a oferecer.